# António Cardoso
António Mendes Cardoso (Luanda, 8 de abril de 1933 — Lisboa, 26 de junho de 2006) foi um poeta angolano.

## Vida e obra
Nasceu e viveu nos subúrbios de Luanda, tendo frequentado o Liceu de Luanda. Foi empregado de escritório e bancário em Luanda.
Colaborou na revista Mensagem, embora seja mais conhecido pela sua colaboração com a revista Cultura II, onde fez parte do corpo redatorial. Por causa das suas ideologias e da linha temática que sempre seguiu (foi militante do Movimento Popular de Libertação de Angola (MPLA) desde a fundação), foi preso pela Polícia Internacional e de Defesa do Estado (PIDE) em 1960 e 1961, em Luanda, e no Campo de Concentração do Tarrafal (em Cabo Verde) de 1961 até 1974.
Após a independência de Angola, exerceu funções superiores na Rádio Nacional de Angola, na Secretaria de Estado da Cultura e na União dos Escritórios de Angola, é ainda citado em várias Antologias de Língua Portuguesa e de outros países da Europa.
Poemas de Circunstância, obra de estreia de António Cardoso no mundo literário angolano, em 1962, reúne os primeiros textos do autor.
António Cardoso morreu em Lisboa a 26 de junho de 2006.

## Obras publicadas
- Poemas de circunstância (1961)
- São Paulo (1961)
- 21 Poemas de Cadeia (1979)
- Economia Política, Poética (1979)
- Panfleto Poético (1979)
- A Casa da Mãezinha: Cinco Estórias Incompletas de Mulheres (1980)
- A Fortuna: Novela de Amor (1980)
- Baixa & Musseques (1980)
- Lição de Coisas (1980)
- Nunca É Velha a Esperança... (1980)